# Placide De Paepe

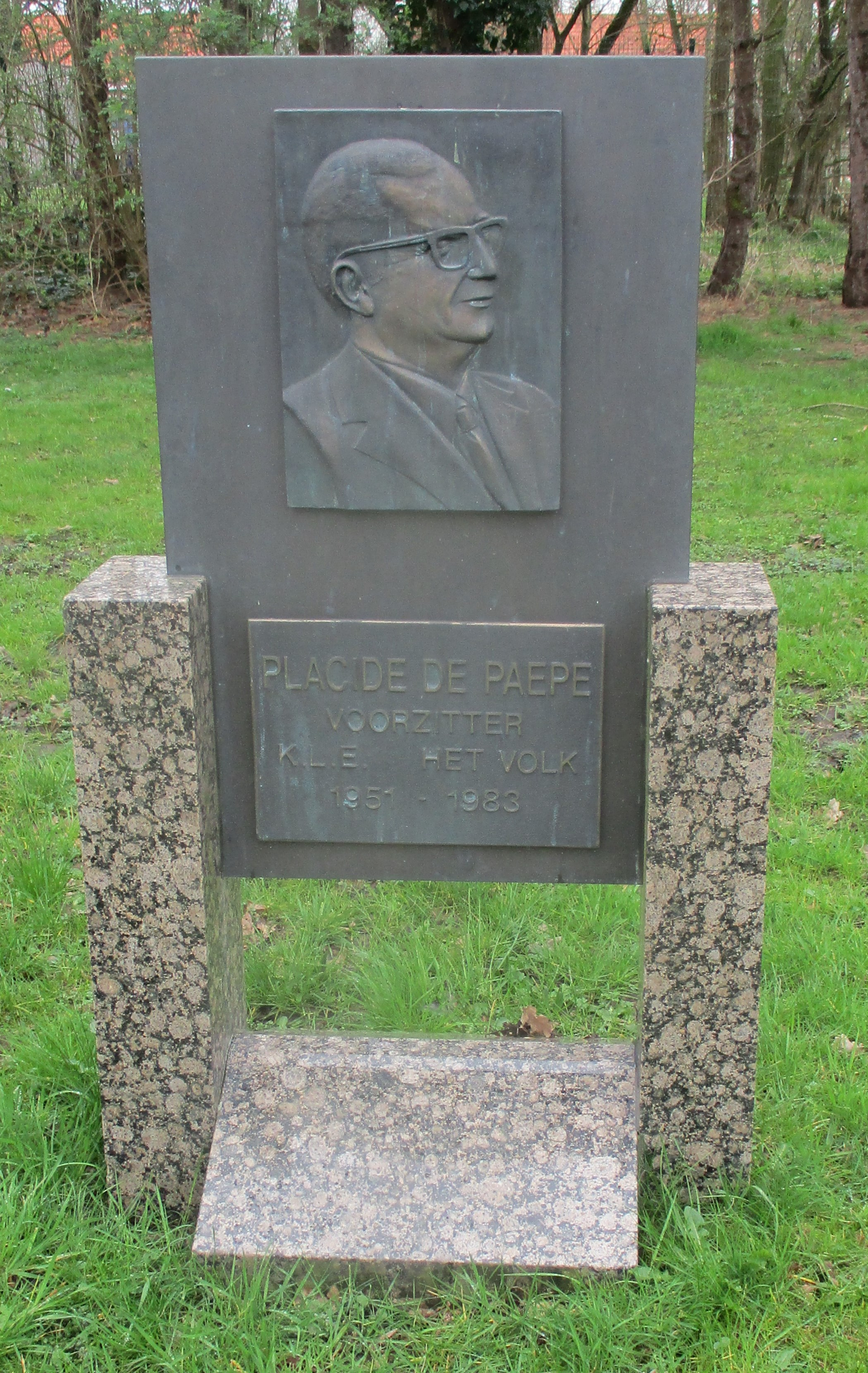
Placide De Paepe, monument in Gentbrugge.

Placide De Paepe (Appelterre-Eichem, 2 november 1913 – Gentbrugge, 12 januari 1989) was een  Belgisch politicus voor de CVP.

## Levensloop
De Paepe behaalde het diploma van maatschappelijk assistent aan de Sociale School in Heverlee en volgde een carrière binnen het christelijke middenveld. Hij werd secretaris van de ACW-afdeling van Geraardsbergen-Ninove, hoofd-propagandist van het ACV-Verbond in Gent en provinciaal secretaris van de Christelijke Centrale der Metaalbewerkers in Oost-Vlaanderen. Tijdens de Tweede Wereldoorlog was hij actief als weerstander, als lid van verzetsorganisatie Socrates in 1943-1944. Na de oorlog was hij van 1945 tot 1958 hulpsecretaris en van 1958 tot 1960 secretaris van het ACW-verbond van het arrondissement Gent-Eeklo. 
Via het ACW verzeilde hij in de CVP. Voor deze partij zetelde hij van 1946 tot 1974 voor het arrondissement Gent-Eeklo in de Kamer van volksvertegenwoordigers en vervolgens van 1974 tot 1976 voor hetzelfde arrondissement als rechtstreeks gekozen senator in de Belgische Senaat. In de periode december 1971-december 1976 had hij als gevolg van het toen bestaande dubbelmandaat ook zitting in de Cultuurraad voor de Nederlandse Cultuurgemeenschap, die op 7 december 1971 werd geïnstalleerd en de verre voorloper is van het Vlaams Parlement. Van 1958 tot 1960 was De Paepe secretaris van de Kamer en van 1960 tot 1966 was hij ondervoorzitter van dit parlement. Daarnaast was hij voorzitter van de Kamercommissie Verkeerswezen en de Kamercommissie Sociale Voorzorg.
Hij was ook meermaals minister of staatssecretaris in verschillende regeringen: van maart 1966 tot januari 1972 was hij minister van Sociale Voorzorg in de regering-Vanden Boeynants I en de regering-G. Eyskens IV, van januari 1973 tot april 1974 was hij staatssecretaris voor Openbaar Ambt in de regering-Leburton en van april 1974 tot oktober 1976 was hij opnieuw minister van Sociale Voorzorg in de kabinetten-Tindemans I en -II.
De Paepe was van 1947 tot 1976 eveneens gemeenteraadslid van Gentbrugge, dat in 1976 fuseerde met de stad Gent. Bij de gemeenteraadsverkiezingen van oktober 1976 voerde De Paepe de CVP-lijst in Gent aan en nadat de partij een coalitie had gevormd met de socialisten, werd De Paepe voorgedragen als burgemeester van de stad, waarna hij zijn parlementaire en ministeriële functies opzegde en de nationale politiek verliet. Hij oefende de functie van burgemeester uit van 1977 tot 1982 en was bij de gemeenteraadsverkiezingen van 1982 geen kandidaat meer.
Hij huwde op 21 april 1941 met Maria Daem (1916-1997).